# Europäische politische Partei
- AEL: 18
- EL: 16
- SPE: 136
- EGP: 44
- ALDE: 49
- EDP: 10
- EFA: 8
- EVP: 182
- ECPP: 4
- EKR: 70
- P.eu: 83
- ESN: 25
- Kleinparteien: 8
- parteilos: 67

Stand: 30. September 2024
- SPE: 3
- EFA: 1
- ALDE: 3
- EVP: 11
- EKR: 2
- P.eu: 1
- Parteilose: 6

Stand: 23. Januar 2025
Eine europäische politische Partei (umgangssprachlich auch Europapartei, früher offiziell politische Partei auf europäischer Ebene) ist eine politische Partei bzw. ein Bündnis politischer Parteien, die bzw. das auf europäischer, insbesondere aber auf Ebene der Europäischen Union politisch tätig ist.
Die existierenden Parteien auf europäischer Ebene bestehen aus nationalen politischen Parteien mit ähnlicher politischer Richtung. Viele haben zusätzlich auch individuelle Bürger als Mitglieder, zum Beispiel Mitglieder des Europäischen Parlamentes bzw. der nationalen oder regionalen Parlamente. Stand 30. September 2024 sind zwölf Parteien bei der zuständigen Behörde für europäische politische Parteien und europäische politische Stiftungen registriert. Daneben gibt es transnationale Parteien und Parteienbündnisse, die gezielt auf der Ebene der Europäischen Union tätig sind, jedoch nicht die formalen Voraussetzungen der einschlägigen Verordnung erfüllen. Der Organisationsgrad variiert dabei von engen Bündnissen mit gemeinsamen Programm bis zu losen Allianzen mit unregelmäßigen Treffen. 
Die ersten Europaparteien entstanden in den 1970er Jahren. Formal wurden politische Parteien auf europäischer Ebene mit dem Vertrag von Maastricht 1992 eingeführt. Die Fraktionen im Europäischen Parlament werden in der Regel von einer, manche von zwei europäischen politischen Parteien getragen. Dabei finden sich in den Fraktionen auch Abgeordnete, die keiner europäischen Partei angehören, andererseits gehören Abgeordnete einiger europäischen Parteien auch verschiedenen Fraktionen an. Derzeit gehören 89 % der Europaabgeordneten einer registrierten europäischen politischen Partei an. Auch die Fraktionen in der Parlamentarischen Versammlung des Europarates, im Europäischen Ausschuss der Regionen sowie im Kongress der Gemeinden und Regionen des Europarates werden von den (größeren) europäischen Parteien getragen. Die informellen Vorbesprechungen vor den Gipfeltreffen der Mitglieder des Europäischen Rats werden ebenfalls entlang der drei großen europäischen Parteien organisiert.
Die registrierten Parteien können Finanzierung aus dem EU-Haushalt erhalten. Den politischen Parteien auf europäischer Ebene stehen politische Stiftungen nahe, die ebenfalls Finanzierung aus dem Gesamthaushaltsplan der Europäischen Union erhalten können.:Art. 4 Abs. 4–7

## Hintergrund
Gemäß Art. 10 Absatz 4 des Vertrages über die Europäische Union tragen „[p]olitische Parteien auf europäischer Ebene […] zur Herausbildung eines europäischen politischen Bewusstseins und zum Ausdruck des Willens der Bürgerinnen und Bürger der Union bei.“ Europäische Parteien, die an den Wahlen zum Europäischen Parlament teilnehmen und die eine Reihe weiterer Voraussetzungen erfüllen (siehe unten), können vom Europäischen Parlament anerkannt werden. Seit dem 1. Januar 2017 ist die Behörde für europäische politische Parteien und europäische politische Stiftungen für die Registrierung der europäischen Parteien zuständig.
Die ersten Europaparteien entstanden in den 1970er Jahren aus den Fraktionen im Europäischen Parlament. Formal wurden politische Parteien auf europäischer Ebene mit dem Vertrag von Maastricht 1992 eingeführt. 2003 wurde in der Verordnung (EG) Nr. 2004/2003 der Begriff „politische Partei auf europäischer Ebene“ konkret definiert und die Möglichkeiten der öffentlichen Parteienfinanzierung dieser politischen Parteien auf europäischer Ebene festgelegt.
Heute bilden sich die Fraktionen im Europäischen Parlament vor allem aus den Mitgliedern der großen europäischen politischen Parteien. Dabei entsprechen sich Parteien und Fraktionen nicht völlig, einige Fraktionen bestehen aus mehreren europäischen Parteien, und in vielen Fraktionen finden sich außerdem Abgeordnete nationaler Parteien, die keiner europäischen Partei bzw. Parteienbündnis angehören. Derzeit gehören circa 88 % der Europaabgeordneten einer europäischen politischen Partei an. Trotz ihrer rechtlichen Anbindung an den EU-Rahmen haben viele der Parteien auch Mitglieder in europäischen Ländern außerhalb der EU, zum Teil als assoziierte Mitglieder. Die Parteien bilden auch die Grundlage für die Fraktionen bzw. Gruppen im Ausschuss der Regionen der EU, in der Parlamentarischen Versammlung des Europarates und im Kongress der Gemeinden und Regionen des Europarates.

### Voraussetzungen
Eine europäische politische Partei (im Sinne der Verordnung (EG) Nr. 2004/2003 des Europäischen Parlaments und des Rates vom 4. November 2003 über die Regelungen für die politischen Parteien auf europäischer Ebene und ihre Finanzierung) muss folgende Voraussetzungen erfüllen:
- Sie besitzt in dem Mitgliedstaat, in dem sie ihren Sitz hat, Rechtspersönlichkeit;
- sie
  - ist in mindestens einem Viertel der Mitgliedstaaten durch Mitglieder des Europäischen Parlaments oder in den nationalen Parlamenten oder regionalen Parlamenten oder Regionalversammlungen vertreten, oder
  - hat in mindestens einem Viertel der Mitgliedstaaten bei der letzten Wahl zum Europäischen Parlament mindestens 3 Prozent der abgegebenen Stimmen in jedem dieser Mitgliedstaaten erreicht;
- sie beachtet insbesondere in ihrem Programm und in ihrer Tätigkeit die Grundsätze, auf denen die Europäische Union beruht, das heißt die Grundsätze der Freiheit, der Demokratie, der Achtung der Menschenrechte und Grundfreiheiten sowie der Rechtsstaatlichkeit;
- sie hat an den Wahlen zum Europäischen Parlament teilgenommen oder die Absicht bekundet, dies zu tun.[2]:Art. 3

Erfüllt eine Organisation diese Voraussetzungen, kann sie sich bei der Behörde für europäische politische Parteien und europäische politische Stiftungen (APPF) registrieren.:Art. 6, Art. 41

### Finanzierung
Eine registrierte europäische politische Partei, die mit mindestens einem Abgeordneten im Europäischen Parlament vertreten ist, kann bei der APPF Finanzierung aus dem Gesamthaushaltsplan der Europäischen Union beantragen.:Art. 17
Das Präsidium des Europäischen Parlaments legt jedes Jahr einen Gesamtbetrag fest. Dieser Betrag wird wie folgt auf die europäischen politischen Parteien verteilt::Art. 19
- 10 % werden unter den begünstigten europäischen politischen Parteien zu gleichen Teilen aufgeteilt;
- 90 % werden im Verhältnis zum Anteil der begünstigten europäischen politischen Parteien an den gewählten Mitgliedern des Europäischen Parlaments aufgeteilt.

Die europäischen politischen Parteien können unter Umständen weniger als den ihnen zugewiesenen Betrag erhalten, der sich nach ihren tatsächlichen Ausgaben richtet.
Das folgende Schaubild zeigt die Entwicklung der öffentlichen Mittel, die die europäischen politischen Parteien tatsächlich erhalten haben. 
Betrag (€)Europäische öffentliche Finanzierung der europäischen politischen Parteien03.000.0006.000.0009.000.00012.000.00015.000.00018.000.00020042008201220162020ADDEADIEAENMAENAFEALDEAPFCVFEAFECPPEKREDPAELEGPELELAEVPESNEUDLibertasMELDPatriotsSPE

## Parteien

### Registrierte Parteien
Zwölf Parteien sind (Stand: 30. September 2024) bei der Behörde für europäische politische Parteien registriert:
| Name | Name | Name                                                              | Abk. | Gründung | Fraktion                    | Ausrichtung                          | Sitze     | Sitze      | Sitze |
| Name | Name | Name                                                              | Abk. | Gründung | Fraktion                    | Ausrichtung                          | Parlament | Kommission | Rat   |
| ---- | ---- | ----------------------------------------------------------------- | ---- | -------- | --------------------------- | ------------------------------------ | --------- | ---------- | ----- |
|      |      | Europäische Volkspartei                                           | EVP  | 1976     | EVP                         | christlich-demokratisch, konservativ | 182/720   | 11/27      | 11/27 |
|      |      | Sozialdemokratische Partei Europas                                | SPE  | 1992     | S&D                         | sozialdemokratisch                   | 136/720   | 4/27       | 3/27  |
|      |      | Patriots.eu                                                       | PEU  | 2014     | PfE                         | rechtsextrem, nationalistisch        | 83/720    | 0/27       | 1/27  |
|      |      | Europäische Konservative und Reformer                             | EKR  | 2009     | EKR                         | europaskeptisch, konservativ         | 70/720    | 1/27       | 2/27  |
|      |      | Allianz der Liberalen und Demokraten für Europa                   | ALDE | 1976     | Renew                       | liberal                              | 49/720    | 5/27       | 3/27  |
|      |      | Europäische Grüne Partei                                          | EGP  | 2004     | Grüne/EFA                   | grün                                 | 44/720    | 0/27       | 0/27  |
|      |      | Europa der Souveränen Nationen                                    | ESN  | 2024     | ESN                         | rechtsextrem                         | 25/720    | 0/27       | 0/27  |
|      |      | Allianz der Europäischen Linken für die Menschen und den Planeten | AEL  | 2024     | Die Linke                   | linkspopulistisch, ökosozialistisch  | 18/720    | 0/27       | 0/27  |
|      |      | Partei der Europäischen Linken                                    | EL   | 2004     | Die Linke, fraktionslos     | links, sozialistisch                 | 16/720    | 0/27       | 0/27  |
|      |      | Europäische Demokratische Partei                                  | EDP  | 2004     | Renew                       | zentristisch                         | 10/720    | 0/27       | 0/27  |
|      |      | Europäische Freie Allianz                                         | EFA  | 1981     | Grüne/EFA, EKR, Linke, EVP  | Regionalparteien                     | 8/720     | 0/27       | 1/27  |
|      |      | Europäische Christliche Politische Partei                         | ECPP | 2005     | EKR, EVP, PfE, fraktionslos | christlich-konservativ               | 4/720     | 0/27       | 0/27  |

### Nationale Mitgliedsparteien
| Diese Tabelle enthält die nationalen Mitgliedsparteien der Europäischen politischen Parteien, die von der Behörde für europäische politische Parteien registriert sind bzw. den Antrag auf Registrierung gestellt haben. Gelistet sind nur stimmberechtigte Mitglieder, die im Europa-, im nationalen oder einem regionalen Parlament vertreten sind. |                         |                   |               |              |              |                   |                    |             |                     |             |            |                    |     |
| \| \| Land \| ELA \| EL \| SPE \| EGP \| EFA \| ALDE \| EDP \| EVP \| ECPP \| EKR \| PEU \| ESN \| \| ----------------- \| ----------------------- \| ----------------- \| ------------- \| ------------ \| ------------ \| ----------------- \| ------------------ \| ----------- \| ------------------- \| ----------- \| ---------- \| ------------------ \| --- \| \| Europäische Union \| Belgien \| \| \| PS, Vooruit \| Ecolo, Groen \| NVA \| MR, VLD \| LE \| CD&V \| \| \| VB \| \| \| Europäische Union \| Bulgarien \| \| \| BSP \| ZD \| \| DPS \| \| GERB, SDS, DSB \| \| ITN \| \| W \| \| Europäische Union \| Dänemark \| EL \| \| A \| SF \| \| V, RV \| \| C \| \| \| \| \| \| Europäische Union \| Deutschland \| \| Linke \| SPD \| Grüne \| SSW \| FDP \| FW \| CDU, CSU \| Familie \| \| \| AfD \| \| Europäische Union \| Estland \| \| \| SDE \| \| \| RE \| \| Isamaa \| \| \| EKRE \| \| \| Europäische Union \| Finnland \| Vas \| \| SDP \| Vihr \| \| Kesk, RKP \| \| KOK, KD \| \| \| \| \| \| Europäische Union \| Frankreich \| LFI \| PCF \| PS \| EELV \| UDB, FC, PNC \| PR, UDI \| MoDem \| LR \| \| \| RN \| Rec \| \| Europäische Union \| Griechenland \| \| Syriza \| Kinal \| \| \| \| \| ND \| \| \| FL \| \| \| Europäische Union \| Irland \| \| \| Labour \| GP \| \| FF \| II \| FG \| HDA \| \| \| \| \| Europäische Union \| Italien \| \| \| PD \| EV, VGV \| UV, STF \| A, +Europa \| IV \| FI, SVP \| \| FdI \| Lega \| \| \| Europäische Union \| Kroatien \| \| RF \| SDP \| Možemo \| \| Centar, Fokus, IDS \| NS-R \| HDZ \| \| HS, Most \| \| \| \| Europäische Union \| Lettland \| \| \| SDPS \| P \| \| LA, par! \| \| V \| \| NA \| \| \| \| Europäische Union \| Litauen \| \| \| LSDP \| DSVL \| \| LRLS, LP \| \| TS-LKD \| LKDP \| LLRA, LVŽS \| \| TTS \| \| Europäische Union \| Luxemburg \| \| Lénk \| LSAP \| Gréng \| \| DP \| \| CSV \| \| ADR \| \| \| \| Europäische Union \| Malta \| \| \| MLP \| \| \| \| \| PN \| \| \| \| \| \| Europäische Union \| Niederlande \| \| \| PvdA \| GL \| FNP \| VVD, D66 \| 50+ \| CDA \| CU, SGP \| \| PVV \| FvD \| \| Europäische Union \| Österreich \| \| \| SPÖ \| Grüne \| \| NEOS \| Fritz \| ÖVP \| \| \| FPÖ \| \| \| Europäische Union \| Polen \| Razem \| \| NL \| Zieloni \| \| \| \| PO, PSL \| \| PiS \| RN \| NN \| \| Europäische Union \| Portugal \| BE \| \| PS \| Livre \| \| IL \| \| PSD, CDS \| \| \| CH \| \| \| Europäische Union \| Rumänien \| \| \| PSD \| \| EMS \| USR \| \| PNL, PMP, UDMR \| PNCR, UDSCR \| AUR \| \| \| \| Europäische Union \| Schweden \| V \| \| SAP \| MP \| \| L, C \| \| M, KD \| \| SD \| \| \| \| Europäische Union \| Slowakei \| \| \| \| \| \| PS \| \| KDH, Slovensko, Dem \| \| SaS \| \| Rep \| \| Europäische Union \| Slowenien \| \| L \| SD \| \| \| \| \| SDS, NSI, SLS \| \| \| \| \| \| Europäische Union \| Spanien \| Podemos, EH Bildu \| IU, PCE, EUiA \| PSOE \| VQ \| BNG, ERC, NC, Més \| \| EAJ/PNV, CC \| PP \| \| \| Vox \| \| \| Europäische Union \| Tschechien \| \| \| Socdem \| SZ \| \| \| SEN 21 \| KDU-ČSL, TOP 09 \| \| ODS \| ANO, AUTO, Přísaha \| SPD \| \| Europäische Union \| Ungarn \| \| \| MSZP, DK \| LMP \| \| Momentum \| ÚK \| KDNP \| Jobbik \| \| Fidesz \| MHM \| \| Europäische Union \| Zypern \| \| \| EDEK \| KOSP \| \| DIPA \| \| DISY \| \| ELAM \| \| \| \| Land \| Land \| ELA \| EL \| SPE \| EGP \| EFA \| ALDE \| EDP \| EVP \| ECPP \| EKR \| PEU \| ESN \| \| Andere Länder \| Albanien \| \| \| \| PGj \| \| \| \| PDSH \| \| \| \| \| \| Andere Länder \| Andorra \| \| \| \| \| \| ApA \| \| \| \| \| \| \| \| Andere Länder \| Aserbaidschan \| \| \| \| \| AZhK \| \| \| \| \| \| \| \| \| Andere Länder \| Bosnien und Herzegowina \| \| \| \| \| \| NS \| \| \| \| \| \| \| \| Andere Länder \| Georgien \| \| \| \| \| \| Lelo, SA \| \| ENM \| \| \| \| \| \| Andere Länder \| Island \| \| \| \| \| \| Viðreisn \| \| D \| \| \| \| \| \| Andere Länder \| Kosovo \| \| \| \| \| \| PDK \| \| \| \| \| \| \| \| Andere Länder \| Moldau \| \| PCRM \| \| \| \| \| \| \| \| \| \| \| \| Andere Länder \| Montenegro \| \| \| \| \| \| LPCG \| \| \| \| \| \| \| \| Andere Länder \| Nordmazedonien \| \| \| \| DOM \| \| LDP \| \| VMRO-DPMNE \| \| \| \| \| \| Andere Länder \| Norwegen \| SV \| \| Ap \| MDG \| \| Venstre \| \| Høyre \| \| \| \| \| \| Andere Länder \| San Marino \| \| \| \| \| \| \| RF \| \| \| \| \| \| \| Andere Länder \| Schweiz \| \| PdA \| \| Grüne \| \| FDP, GLP \| \| DM \| EVP \| \| \| \| \| Andere Länder \| Serbien \| \| \| \| \| LSV \| PSG \| \| SNS, VMSZ \| \| \| \| \| \| Andere Länder \| Ukraine \| \| \| \| \| \| SN, Holos \| \| Solidarnist \| \| \| \| \| \| Andere Länder \| Vereinigtes Königreich \| \| \| Labour, SDLP \| GPEW, SGP \| SNP, PC \| LibDem \| \| \| \| \| \| \| |                         |                   |               |              |              |                   |                    |             |                     |             |            |                    |     |
| | Land                    | ELA               | EL            | SPE          | EGP          | EFA               | ALDE               | EDP         | EVP                 | ECPP        | EKR        | PEU                | ESN |
| Europäische Union | Belgien                 |                   |               | PS, Vooruit  | Ecolo, Groen | NVA               | MR, VLD            | LE          | CD&V                |             |            | VB                 |     |
| Europäische Union | Bulgarien               |                   |               | BSP          | ZD           |                   | DPS                |             | GERB, SDS, DSB      |             | ITN        |                    | W   |
| Europäische Union | Dänemark                | EL                |               | A            | SF           |                   | V, RV              |             | C                   |             |            |                    |     |
| Europäische Union | Deutschland             |                   | Linke         | SPD          | Grüne        | SSW               | FDP                | FW          | CDU, CSU            | Familie     |            |                    | AfD |
| Europäische Union | Estland                 |                   |               | SDE          |              |                   | RE                 |             | Isamaa              |             |            | EKRE               |     |
| Europäische Union | Finnland                | Vas               |               | SDP          | Vihr         |                   | Kesk, RKP          |             | KOK, KD             |             |            |                    |     |
| Europäische Union | Frankreich              | LFI               | PCF           | PS           | EELV         | UDB, FC, PNC      | PR, UDI            | MoDem       | LR                  |             |            | RN                 | Rec |
| Europäische Union | Griechenland            |                   | Syriza        | Kinal        |              |                   |                    |             | ND                  |             |            | FL                 |     |
| Europäische Union | Irland                  |                   |               | Labour       | GP           |                   | FF                 | II          | FG                  | HDA         |            |                    |     |
| Europäische Union | Italien                 |                   |               | PD           | EV, VGV      | UV, STF           | A, +Europa         | IV          | FI, SVP             |             | FdI        | Lega               |     |
| Europäische Union | Kroatien                |                   | RF            | SDP          | Možemo       |                   | Centar, Fokus, IDS | NS-R        | HDZ                 |             | HS, Most   |                    |     |
| Europäische Union | Lettland                |                   |               | SDPS         | P            |                   | LA, par!           |             | V                   |             | NA         |                    |     |
| Europäische Union | Litauen                 |                   |               | LSDP         | DSVL         |                   | LRLS, LP           |             | TS-LKD              | LKDP        | LLRA, LVŽS |                    | TTS |
| Europäische Union | Luxemburg               |                   | Lénk          | LSAP         | Gréng        |                   | DP                 |             | CSV                 |             | ADR        |                    |     |
| Europäische Union | Malta                   |                   |               | MLP          |              |                   |                    |             | PN                  |             |            |                    |     |
| Europäische Union | Niederlande             |                   |               | PvdA         | GL           | FNP               | VVD, D66           | 50+         | CDA                 | CU, SGP     |            | PVV                | FvD |
| Europäische Union | Österreich              |                   |               | SPÖ          | Grüne        |                   | NEOS               | Fritz       | ÖVP                 |             |            | FPÖ                |     |
| Europäische Union | Polen                   | Razem             |               | NL           | Zieloni      |                   |                    |             | PO, PSL             |             | PiS        | RN                 | NN  |
| Europäische Union | Portugal                | BE                |               | PS           | Livre        |                   | IL                 |             | PSD, CDS            |             |            | CH                 |     |
| Europäische Union | Rumänien                |                   |               | PSD          |              | EMS               | USR                |             | PNL, PMP, UDMR      | PNCR, UDSCR | AUR        |                    |     |
| Europäische Union | Schweden                | V                 |               | SAP          | MP           |                   | L, C               |             | M, KD               |             | SD         |                    |     |
| Europäische Union | Slowakei                |                   |               |              |              |                   | PS                 |             | KDH, Slovensko, Dem |             | SaS        |                    | Rep |
| Europäische Union | Slowenien               |                   | L             | SD           |              |                   |                    |             | SDS, NSI, SLS       |             |            |                    |     |
| Europäische Union | Spanien                 | Podemos, EH Bildu | IU, PCE, EUiA | PSOE         | VQ           | BNG, ERC, NC, Més |                    | EAJ/PNV, CC | PP                  |             |            | Vox                |     |
| Europäische Union | Tschechien              |                   |               | Socdem       | SZ           |                   |                    | SEN 21      | KDU-ČSL, TOP 09     |             | ODS        | ANO, AUTO, Přísaha | SPD |
| Europäische Union | Ungarn                  |                   |               | MSZP, DK     | LMP          |                   | Momentum           | ÚK          | KDNP                | Jobbik      |            | Fidesz             | MHM |
| Europäische Union | Zypern                  |                   |               | EDEK         | KOSP         |                   | DIPA               |             | DISY                |             | ELAM       |                    |     |
| Land | Land                    | ELA               | EL            | SPE          | EGP          | EFA               | ALDE               | EDP         | EVP                 | ECPP        | EKR        | PEU                | ESN |
| Andere Länder | Albanien                |                   |               |              | PGj          |                   |                    |             | PDSH                |             |            |                    |     |
| Andere Länder | Andorra                 |                   |               |              |              |                   | ApA                |             |                     |             |            |                    |     |
| Andere Länder | Aserbaidschan           |                   |               |              |              | AZhK              |                    |             |                     |             |            |                    |     |
| Andere Länder | Bosnien und Herzegowina |                   |               |              |              |                   | NS                 |             |                     |             |            |                    |     |
| Andere Länder | Georgien                |                   |               |              |              |                   | Lelo, SA           |             | ENM                 |             |            |                    |     |
| Andere Länder | Island                  |                   |               |              |              |                   | Viðreisn           |             | D                   |             |            |                    |     |
| Andere Länder | Kosovo                  |                   |               |              |              |                   | PDK                |             |                     |             |            |                    |     |
| Andere Länder | Moldau                  |                   | PCRM          |              |              |                   |                    |             |                     |             |            |                    |     |
| Andere Länder | Montenegro              |                   |               |              |              |                   | LPCG               |             |                     |             |            |                    |     |
| Andere Länder | Nordmazedonien          |                   |               |              | DOM          |                   | LDP                |             | VMRO-DPMNE          |             |            |                    |     |
| Andere Länder | Norwegen                | SV                |               | Ap           | MDG          |                   | Venstre            |             | Høyre               |             |            |                    |     |
| Andere Länder | San Marino              |                   |               |              |              |                   |                    | RF          |                     |             |            |                    |     |
| Andere Länder | Schweiz                 |                   | PdA           |              | Grüne        |                   | FDP, GLP           |             | DM                  | EVP         |            |                    |     |
| Andere Länder | Serbien                 |                   |               |              |              | LSV               | PSG                |             | SNS, VMSZ           |             |            |                    |     |
| Andere Länder | Ukraine                 |                   |               |              |              |                   | SN, Holos          |             | Solidarnist         |             |            |                    |     |
| Andere Länder | Vereinigtes Königreich  |                   |               | Labour, SDLP | GPEW, SGP    | SNP, PC           | LibDem             |             |                     |             |            |                    |     |

### Weitere europäische Parteien und Parteienbündnisse im Europäischen Parlament
Folgende nicht registrierten Parteienbündnisses bzw. transnationale Parteien sind im Europäischen Parlament vertreten:
| Name | Name | Name                              | Abk. | Gründung | Art                   | Ausrichtung                             | Europaparlament | Europaparlament | Mitglieder               | Mitglieder        |
| Name | Name | Name                              | Abk. | Gründung | Art                   | Ausrichtung                             | Mitglieder      | Fraktion        | Deutschsprachig          | Weitere (Auswahl) |
| ---- | ---- | --------------------------------- | ---- | -------- | --------------------- | --------------------------------------- | --------------- | --------------- | ------------------------ | ----------------- |
|      |      | Volt Europa                       | Volt | 2017     | Transnationale Partei | föderalistisch                          | 5/720           | G/EFA           | Volt                     | Volt              |
|      |      | Europäische Kommunistische Aktion | ECA  | 2023     | Parteienbündnis       | kommunistisch, marxistisch-leninistisch | 2/720           | fraktionslos    | PdA                      | KKE               |
|      |      | Animal Politics EU                | APEU | 2014     | Parteienbündnis       | Tierschutz, Tierrechtspolitik           | 2/720 *         | Die Linke       | Tierschutzpartei         | PvdD PAN PACMA    |
|      |      | Europäische Piratenpartei         | PPEU | 2013     | Parteienbündnis       | Piratenpartei                           | 1/720           | G/EFA           | Piraten Pirat PPS Pirate | PP ČPS Píratar    |

### Weitere Parteien und Bündnisse
Neben den genannten Parteien gibt es einige weitere europaweite Gruppierungen, die transnational organisiert sind und teilweise bei Europawahlen antreten.

#### Transnationale Parteien
- Democracy in Europe Movement 2025 (DiEM25) wurde im Februar 2016 vom ehemaligen griechischen Finanzminister Yanis Varoufakis gegründet. Seit 2019 gründeten sich mehrere nationale Wahlflügel, die unter dem gemeinsamen Namen MERA25 antreten. Der griechische Wahlflügel war zeitweise im Griechischen Parlament vertreten.
- Die Europäische Föderalistische Partei (EFP) setzt sich für Europäischen Föderalismus ein. Sie ist inzwischen hauptsächlich in französischsprachigen Regionen aktiv.
- Europa – Demokratie – Esperanto (E-D-E) setzt sich für den Gebrauch der Plansprache Esperanto auf europäischer Ebene ein.[7] Die Partei nimmt seit 2004 regelmäßig in Frankreich an der Europawahl teil (0,08 % bis 0,18 %) und trat 2009 auch in Deutschland an (0,04 %).

#### Parteienbündnisse
- Les Nouveaux Européens ist eine Allianz von Parteien der Mitte, die im Frühjahr 2024 unter Führung der französischen Präsidentenpartei Renaissance gegründet wurde.[8] Ihr gehören außerdem rumänische, slowenische, polnische und dänische Parteien an, die Teil der Renew-Europe-Fraktion sind (oder waren), aber weder der ALDE noch der EDP angehören. Die geplante Registrierung nach der Europawahl 2024 kam vorerst nicht zustande.[9]
- Vor dem Hintergrund des Kriegs in Israel und Gaza seit 2023 schlossen sich erst vier, später sechs vorwiegend muslimisch geprägte Parteien in einer Allianz namens Free Palestine Party zusammen.[10][11] Stand 2025 gehören der Allianz das belgische Team Fouad Ahidar, das deutsche Bündnis für Innovation und Gerechtigkeit, die französische Union des démocrates musulmans français, die niederländische Partei NIDA, die schwedische Partiet Nyans und die spanische Partido Andalusí an.
- Im Januar 2024 schlossen sich sechs linksgerichtete Parteien aus ehemaligen Ostblockländern unter dem Namen Central-Eastern European Green Left Alliance (CEEGLA)[12] zusammen. Das Bündnis nimmt eine klare Haltung gegen die russische Regierung unter Wladimir Putin ein und kritisiert das teils ambivalente Verhältnis westeuropäischer linker Parteien gegenüber Russland.[13] Einzig das polnische Mitglied Razem trat 2024 zur Europawahl an, erreichte jedoch kein Mandat. Razem beteiligte sich nach der Wahl an der Gründung der Europäischen Linken Allianz (ELA).
- Im Oktober 2010 wurde durch mehrere feministische Parteien das European Feminist Coordination Board gegründet.[14] Der Verband, dem die deutsche Feministische Partei Die Frauen, die schwedische Feministiskt initiativ (FI), die polnische Partia Kobiet und die spanische Iniciativa Feminista angehören, strebte an, nach den Europawahlen 2014 mit einer Fraktion im Europäischen Parlament vertreten zu sein.[15] Die FI erreichte bei der Wahl einen Sitz und schloss sich der S&D-Fraktion an. Am 30. November 2018 gründeten Parteien aus Schweden, Dänemark, Deutschland, Rumänien, Spanien, Finnland, Polen and Italien das Feminists United Network Europe (FUN Europe). Die Mitglieder traten zu den Europawahlen 2019 und 2024 an, erreichten jedoch kein Mandat.[16]
- Nation Europa ist ein Netzwerk rechtsextremer Parteien, die die Ukraine unterstützen. Deutsches Mitglied ist Der Dritte Weg.

## Geschichte

### Erste Parteienbündnisse auf EG-Ebene (1957–1991)
Bereits seit Gründung der Europäischen Gemeinschaft für Kohle und Stahl (EGKS) 1952 gab es eine Zusammenarbeit der nationalen Parteien, die die verschiedenen Fraktionen im Europäischen Parlament bildeten. Diese basierten jedoch zunächst einzig auf einer gemeinsamen politischen Richtung und nicht auf einem echten organisatorischen Zusammenschluss. Der erste Schritt zu festeren Organisationsstrukturen erfolgte 1957 durch die Mitgliedsparteien der Sozialistischen Internationale in den EGKS-Mitgliedstaaten, die sich auf einem Kongress auf die Schaffung eines Verbindungsbüros verständigten. 1974 entstand daraus der Bund der Sozialdemokratischen Parteien der Europäischen Gemeinschaft, der erste formelle Parteienverbund auf Ebene der Europäischen Gemeinschaften. Auch Kleinparteien organisierten sich transnational, so zum Beispiel ab 1951 die neonazistische Europäische Soziale Bewegung und ab 1960 die Europäische Föderalistische Partei.
Die 1976 beschlossene Einführung von Direktwahlen zum Europäischen Parlament war dann der entscheidende Punkt zur Entstehung einer Vielzahl von transnationalen Parteizusammenschlüssen. Es wurde erkannt, dass diese einen wichtigen Schritt zur Legitimation des politischen Systems der EG darstellen müssten, durch die der supranationale Charakter des Europäischen Parlaments gestärkt würde. Transnationale Parteien sollten eine weniger stark nationale Betrachtungsweise der politischen Prozesse auf europäischer Ebene ermöglichen. Noch 1976 wurde daher die christdemokratische Europäische Volkspartei (EVP) gegründet, die von Anfang an den Anspruch erhob, nicht nur ein Parteienbündnis, sondern eine gesamteuropäische Partei werden zu wollen. Im gleichen Jahr entstand auch die Föderation der Liberalen und Demokratischen Parteien in der Europäischen Gemeinschaft (Vorläufer der ALDE). 1981 gründete sich die Europäische Freie Allianz (EFA), in der sich verschiedene Regionalparteien zusammenschlossen. 1978 wurde zudem die Europäische Demokratische Union (EDU) als Bündnis konservativer Parteien gegründet, nachdem die EVP sich einer Aufnahme nicht-christlicher Mitglieder verschlossen hatte. Erst 1991 öffnete sich die EVP auch dem nicht konfessionellen konservativen Spektrum, sodass die EDU 2002 in ihr aufgehen konnte. 1979 bildete sich die Europäische Ökologische Aktion (ECOROPA), aus der 1984 die Europäische Koordination Grüner Parteien (EKGP) entstand (Vorläufer der EGP).
Trotz der programmatischen Arbeit, die im Vorfeld der Europawahl 1979 von den Gremien der europäischen Parteienverbünde geleistet wurde, war der Wahlkampf bei dieser und auch bei den folgenden Wahlen vor allem einzelstaatlich geprägt. Zwar existierten transnationale programmatische Entwürfe, im Wahlkampf präsentierte sich aber jede einzelne nationale Partei mit einem eigenen Wahlprogramm, das meist primär von nationaler Thematik bestimmt war. Die transnationalen Programme waren auch im Detail nicht gleich: Jeder Mitgliedsstaat konnte eigene Fußnoten hinzufügen, die die nationalen Interessen verdeutlichten.

### Vertragliche Verankerung (1992–2003)
Der Vertrag von Maastricht von 1992 stärkte die Rolle der europäischen Parteien, die nun erstmals eine Grundlage im EU-Vertragssystem erhielten. In Art. 138a (nach späterer Nummerierung Art. 191) EG-Vertrag hieß es:

„Politische Parteien auf europäischer Ebene sind wichtig als Faktor der Integration in der Union. Sie tragen dazu bei, ein europäisches Bewusstsein herauszubilden und den politischen Willen der Bürger der Union zum Ausdruck zu bringen.“

Obwohl mit dieser vertraglichen Festschreibung zunächst keine materiellrechtlichen Folgen verbunden waren, konstituierten sich in den folgenden Jahren mehrere der europäischen Parteienbündnisse unter Berufung auf Art. 138a EG-Vertrag neu. Der Bund der Sozialdemokratischen Parteien benannte sich im Herbst 1992 in Sozialdemokratische Partei Europas (SPE) um, die Föderation der Liberalen und Demokratischen Parteien wurde im Dezember 1993 zur Europäischen Liberalen, Demokratischen und Reformpartei (ELDR). Ein neues Statut gaben sich auch die Europäische Föderation Grüner Parteien (1993, zuvor EKGP) und die Europäische Freie Allianz (1994).
Mit dem Vertrag von Amsterdam 1997 erhielt der Status als europäische Partei eine neue Relevanz, da die Parteien nun die Möglichkeit einer Finanzierung aus dem Haushalt der Europäischen Union erhielten. In der Folge wurden 2003 in einer EG-Verordnung erstmals auch Mindestkriterien etabliert, die ein Parteizusammenschluss erfüllen musste, um als politische Partei auf europäischer Ebene im Sinne des EG-Vertrags anerkannt zu werden.

### Beginn der Parteienfinanzierung (2004–2009)
Die konkreten Regelungen bezüglich des Status europäischer Parteien und die 2004 anstehende erstmalige Finanzierung dieser Parteien führte in diesem Jahr dazu, dass sich zum einen ein Teil der bestehenden Parteien formal neu gründeten, zum anderen neue Parteien entstanden. Zum Beispiel gründete sich die ELDR am 30. April 2004 als Organisation nach belgischem Recht neu. Die Europäische Grüne Partei (EGP) gründete sich am 20. Februar aus der Europäischen Föderation Grüner Parteien, die sich bis dahin als reine Parteienvereinigung gesehen hatte. Als erste europäische Partei setzte sich die EGP nicht mehr nur aus ihren Mitgliedsparteien zusammen, sondern ermöglichte auch Einzelpersonen eine Mitgliedschaft. Zudem führte die EGP als erste Partei eine europaweit einheitliche Wahlkampagne für die Europawahl 2004 mit einem gemeinsamen Manifest.
Neu entstanden im Jahr 2004 auch die zentristische Europäische Demokratische Partei (EDP), die links-sozialistische Europäische Linke (EL) sowie mit der nationalkonservativen Allianz für ein Europa der Nationen (AEN) die erste europaskeptische Europapartei. Im folgenden Jahr wurden mit der Allianz der Unabhängigen Demokraten in Europa (ADIE) und den EUDemokraten (EUD) zwei weitere Europaparteien gegründet, die eine weitere Integration ablehnten. Die ADIE löste sich Ende 2008 wieder auf, die AEN Ende 2009. Ebenfalls 2005 wurde die christlich-konservative Europäische Christliche Politische Bewegung (ECPM) gegründet, die allerdings erst 2010 anerkannt wurde.

### Weitere Parteigründungen von 2009 bis 2014
Ein Novum bildete die irische Bürgerbewegung Libertas, die Anfang 2009 als erste rein transnationale Partei, das heißt ganz ohne nationale Mitgliedsparteien, von der EU anerkannt wurde. Libertas war 2008 als irische Bürgerbewegung für die Kampagne gegen den Vertrag von Lissabon entstanden und dann zu einer Partei umgegründet worden. Nachdem Abgeordnete aus sieben EU-Mitgliedstaaten ihre Mitgliedschaft in der Partei bekanntgegeben hatten, erfüllte sie die formalen Kriterien für eine Anerkennung als europäische Partei. Allerdings widerriefen einige der Abgeordnete bereits kurz darauf ihre Parteimitgliedschaft wieder, sodass Libertas den Status bereits im selben Jahr wieder verlor und schließlich ihre Tätigkeit einstellte.
Nach der Europawahl 2009 entstanden weitere Europaparteien. Aus der Fraktion Europäische Konservative und Reformer, welche die britischen Konservativen organisierten, entstand die Europapartei Allianz der Europäischen Konservativen und Reformer (AECR, seit 2016 Allianz der Konservativen und Reformer in Europa, ACRE). Die im Herbst 2010 von Politikern mehrerer rechtspopulistischer Parteien gegründete Europäische Allianz für Freiheit (EAF) wurde im Februar 2011 als Europapartei anerkannt. Die seit 2009 bestehende rechtsextreme Allianz der Europäischen nationalen Bewegungen (AENM) wurde im Februar 2012 anerkannt. Gegen die Anerkennung und damit die finanzielle Unterstützung der AENM gab es in der Folge Widerstand aus allen Fraktionen des Europaparlaments. In der Folge wurde über eine Verschärfung der Anforderungen an Europaparteien diskutiert. Schließlich wurde 2011 aus den Reihen der EFD-Fraktion die Bewegung für ein Europa der Freiheit und der Demokratie (MELD) gegründet und ab 2012 vom Europäischen Parlament finanziert.
Vor der Europawahl 2014 bildeten sich einige kleinere Parteienvereinigungen, unter anderem die Europäische Piratenpartei (PPEU) und die Initiative kommunistischer und Arbeiterparteien Europas (INITIATIVE).

### Gründung kleinerer rechter Parteien und Missbrauch der Finanzierung (2014–2017)
Nach der Europawahl 2014 wurde aus den Reihen der EFDD-Fraktion die hauptsächlich von der UK Independence Party dominierte Alliance for Direct Democracy in Europe (ADDE) gegründet. Die an der EAF beteiligten Parteien gründeten die Bewegung für ein Europa der Nationen und der Freiheit (MENL), welche die EAF ablösen sollte. ADDE und MENL sind seit 2015 anerkannt. Anfang 2015 wurde die rechtsextreme Allianz für Frieden und Freiheit (APF) gegründet, an der unter anderem die deutsche NPD und die griechische Goldene Morgenröte beteiligt sind; sie wurde 2016 anerkannt. Mit der Coalition pour la Vie et la Famille wurde 2017 eine weitere rechtsextreme, katholisch-fundamentalistische Partei anerkannt, die über keinen Europaparlamentarier verfügte.
Bereits seit der Anerkennung der AENM 2012 wurde immer wieder die Finanzierung von rechtsextremen Parteien durch das Europäische Parlament diskutiert. Diese Parteien erfüllten nicht den für die Finanzierung notwendige Grundhaltung, „die Grundsätze der Freiheit, der Demokratie, der Achtung der Menschenrechte und Grundfreiheiten sowie der Rechtsstaatlichkeit“ zu respektieren.
Zudem wurde der Missbrauch der Finanzierung bzw. deren Regelung durch rechte Parteien bekannt. Zum einen unterstützten sich die Parteien gegenseitig bei den notwendigen Unterschriften von Parlamentariern aus sieben Mitgliedsstaaten – so erhielten APF und AENM Unterschriften aus den Reihen des Front National (Mitglied der MENL), die AENM Unterschriften der Goldenen Morgenröte (Mitglied der APF) und die CVF Unterschriften der ĽSNS (Mitglied der APF) und der Forza Italia (Mitglied der EVP). Damit nutzen die Parteien aus, dass unabhängig von der Anzahl der Europaparlamentarier ein Grundbetrag von 400.000 Euro pro Partei bereitgestellt wurde. Zum anderen wurden Mittel regelungswidrig für nationale Parteien und Wahlkämpfe ausgegeben. So wurden beispielsweise 2015 Gelder der MELD missbräuchlich für den Wahlkampf der Dänischen Volkspartei verwendet. Ebenso verwendete UKIP Mittel der ADDE missbräuchlich, die daher vom Europäischen Parlament zurückgefordert wurden. Für das Jahr 2017 wurden nach einer Risikoanalyse die Vorfinanzierung mehrerer Parteien gekürzt.

### Seit Gründung der Behörde für europäische politische Parteien und europäische politische Stiftungen (seit 2017)
Zur Stärkung der Institutionalisierung der Europäischen Parteien beschloss das Europäische Parlament im Oktober 2014, ein permanentes Register von Europäischen Parteien einzurichten. Für die Registrierung der Parteien und der zugehörigen Stiftungen wurde die Behörde für europäische politische Parteien und europäische politische Stiftungen (APPF) gegründet, die am 1. September 2016 ihre Arbeit aufnahm. 2017 erfolgten die ersten Registrierungen. Ab dem Finanzierungsjahr 2018 ist die Registrierung Voraussetzung für die Beantragung von Finanzierung. Bis zum Stichtag 30. September 2017 registrierten sich je zehn Parteien und Stiftungen. Anfang 2018 wurden auch die Alliance of European National Movements (AEMN) und die Alliance for Peace and Freedom (APF) registriert.
Im Frühjahr 2018 änderten das Europäische Parlament und der Europäische Rat die Voraussetzungen für die Registrierung. Waren bis dahin einzelne Parlamentarier aus sieben Mitgliedsländern notwendig, so sind seitdem Mitgliedsparteien aus sieben Ländern notwendig. Zuvor hatten Parteien wie die AENM und APF die Regelung insofern ausgenutzt, dass Politiker aus derselben nationalen Partei in verschiedenen europäischen Parteien Mitglied waren. Nach Inkrafttreten der Reglung wurden AEMN und APF wieder deregistriert.
Zur Europawahl 2019 gründeten sich einige neue Wahlbündnisse und Parteien. Einige in der GUE/NGL-Fraktion vertretene linkspopulistische Parteien traten im Wahlbündnis Maintenant le Peuple, englisch Now the people an. Die 14 Abgeordneten des Bündnisses schlossen sich wieder der GUE/NGL-Fraktion an. Der ehemalige griechischen Finanzminister Yanis Varoufakis gründete im Februar 2016 die Bewegung Democracy in Europe Movement 2025, die zur Europawahl 2019 das Wahlbündnis European Spring anführte, welches aber kein Mandat gewinnen konnte. Dagegen gewann die Partei Volt Europa ein Mandat in Deutschland. Volt ist damit die erste transnationale Partei, die ins Europaparlament einzog.
Im Sommer 2020 stellt die European Alliance for Freedom and Democracy einen Antrag auf Registrierung. Dieser wurde abgelehnt, da nur Mitgliedsparteien mit parlamentarischen Vertreten aus vier statt der sieben EU-Staaten nachgewiesen werden konnten – zwei Staaten mit parteilosen Europaparlamentarier wurden gemäß der 2018 geänderten Registrierungsvoraussetzungen nicht gezählt. Ein Antrag auf Re-Registrierung der Allianz für Frieden und Freiheit wurde im November 2020 wegen unvollständiger Unterlagen abgelehnt, z. B. wurde nur für drei Parteien die Mitgliedschaft nachgewiesen.
Nach der Europawahl 2024 konstituierte sich das bisherige Wahlbündnis Now the People als Partei namens Allianz der Europäischen Linken für die Menschen und den Planeten (AEL), nachdem zuvor einige ihrer Mitgliedsparteien aus der Partei der Europäischen Linken ausgetreten waren, bzw. ihren Beobachterstatus aufgegeben hatten. Mit der Partei Europa der Souveränen Nationen (ESN) gründete sich eine weitere Partei. Sie entstand aus der gleichnamigen Fraktion, die entstand, nachdem die Abgeordneten der Alternative für Deutschland aus der Fraktion Identität und Demokratie ausgeschlossen worden waren. Beide Parteien wurden Ende September 2024 ins Parteienregister der APPF aufgenommen.

## Historische politische Parteien auf europäischer Ebene

### Parteien, die Finanzierung erhalten haben
- Die rechtskonservative Allianz der Unabhängigen Demokraten in Europa (AIDE) bestand vom 28. Oktober 2005 bis zum 31. Dezember 2008. Ihre Mitglieder gehörten größtenteils der Fraktion IND/DEM an. Nach der Auflösung schlossen sich einige ihrer Mitglieder der neu gegründeten Libertas an, andere blieben ohne europäische Partei. Die beiden wichtigsten Parteien waren später Mitbegründer der MELD.
- Libertas war im Februar 2009 kurzfristig als europäische politische Partei anerkannt, nachdem zwei Abgeordnete des Europaparlaments aber ihre Unterstützerunterschriften zurückzogen, wurde ihr Status als Partei bis auf weiteres suspendiert. Nach dem Scheitern von Libertas bei der Europawahl 2009 – europaweit konnte nur ein Mandat gewonnen werden – und dem Inkrafttreten des von ihr bekämpften Vertrags von Lissabon stellte sie ihre Tätigkeiten ein.
- Die nationalkonservative Allianz für das Europa der Nationen existierte von 2004 bis 2009 und umfasste vor allem die Mitglieder der Fraktion UEN. Nach der Auflösung der Fraktion in der Folge der Europawahl 2009 stellte die Partei ihre Tätigkeiten ein.
- Die Bewegung für ein Europa der Freiheit und der Demokratie (Movement for a Europe of Liberties and Democracy, MELD) war eine europaskeptische, rechtspopulistisch Partei. Sie wurde am 17. August 2011 aus den Reihen der Fraktion Europa der Freiheit und der Demokratie gegründet, allerdings ohne Beteiligung derer größten Partei, der britischen UKIP. Nachdem Mitte 2015 eine Nachfolgepartei unter dem Namen Alternative for Europe (AFE) gegründet worden war, stellte die MELD für das Jahr 2016 keinen Antrag auf Parteienfinanzierung mehr. Die AFE wurde nicht anerkannt, nachdem die dänische DF ihre Mitarbeit in der Partei eingestellt hatte.[32]
- Die europaskeptische Alliance for Direct Democracy in Europe (ADDE) wurde im September 2014 aus den Reihen der Fraktion Europa der Freiheit und der direkten Demokratie gegründet und war hauptsächlich von der britischen UK Independence Party dominiert. Nach finanziellen Unregelmäßigkeiten wurde sie im Mai 2017 aufgelöst.
- Die EUDemokraten, ab 2014 Europeans United for Democracy (EUD), wurden 2005 aus den Reihen der Fraktion Unabhängigkeit/Demokratie gegründet. Sie umfasste dezidiert EU-skeptische Parteien und Einzelmitglieder, auch aus dem eher linken Spektrum. Insbesondere gehörten ihr die schwedische Junilistan und die dänische Volksbewegung gegen die EU an. Ende 2017 stellte sie die Parteiarbeit ein.
- Die Europäische Allianz für Freiheit (EAF) war eine rechtspopulistische EU-skeptische Partei. Ursprünglich wurde sie im Herbst vom damaligen UKIP-Mitglied Godfrey Bloom gegründet. Ende 2012 trat der Partei, die nur Einzelmitglieder hatte, Marine Le Pen, Vorsitzende der FN, bei und Franz Obermayr (FPÖ) übernahm den Vorsitz. Für die Europawahl 2014 diente die EAF als rechtspopulistische Wahlplattform für FN und FPÖ, unter anderem mit der niederländischen PVV. FN und FPÖ gründeten 2015 die MENL, die EAF blieb aber noch bis Ende 2017 aktiv.
- Die Coalition pour la Vie et la Famille (CVF) war eine Katholisch-fundamentalistische Pro-Life-Partei, die von der französischen Civitas dominiert wurde. Die CVF wurde 2016 gegründet und wurde für das Jahr 2017 anerkannt. Unterstützt wurde sie dabei unter anderem durch die damalige österreichische Nationalratsabgeordnete Martina Schenk. Die CVF erhielt schlussendlich aber für 2017 keine Finanzierung, für 2018 konnte die CVF keine mehr beantragen, da sie nicht im Europaparlament vertreten war.
- Die rechtsextreme Allianz der Europäischen nationalen Bewegungen (AEMN) wurde 2009 unter Führung des damaligen Front-National-Vorsitzenden Jean-Marie Le Pen gegründet, die Front National-Mitglieder verließen Ende 2013 die Partei. Beteiligt waren oder sind unter anderem Nick Griffin (British National Party, bis 2014), die ungarische Jobbik (bis Februar 2016), die italienische Fiamma Tricolore und die Slowenische Nationale Partei. Die AEMN war von 2012 bis 2017 und kurzzeitig 2018 anerkannt bzw. registriert. Ab Dezember 2013 wurde sie von Béla Kovács (ehemals Jobbik, inzwischen parteilos) geführt.
- Die rechtsextreme und nationalistische Allianz für Frieden und Freiheit, englisch Alliance For Peace And Freedom (APF) wurde 2014 gegründet. Beteiligt daran waren die Parteien der ehemaligen Europäischen Nationalen Front. Parteivorsitzender ist Roberto Fiore, Parteiführer der italienischen Forza Nuova. Aus Deutschland ist die Nationaldemokratische Partei Deutschlands (NPD), heute Die Heimat genannt, Mitglied und war von 2014 bis 2019 mit einem MdEP vertreten. Bis 2017 war die griechische Chrysi Avgi mit damals 3 MdEP Mitglied. Seit 2017 war die slowakische Kotleba – Ľudová strana Naše Slovensko Mitglied der APF. 2019 wurden zwei Abgeordnete der LSNS ins Europaparlament gewählt. Ab März 2018 war MdEP Jean Marie Le Pen Mitglied. Für das Jahr 2016 bekamen die APF und ihre politische Stiftung 600.000 Euro Parteienfinanzierung zugesagt. Die Finanzierung für das Jahr 2017 wurde eingefroren, da die APF sich nicht glaubhaft zu den Grundsätzen Freiheit, Demokratie, Achtung der Menschenrechte und Grundfreiheiten sowie Rechtsstaatlichkeit bekennen konnte. Die APF wurde im Februar 2018 ins Parteienregister aufgenommen, zum Ende des Jahres auf Grund der geänderten Voraussetzungen wieder entfernt.